# American Numismatic Society
L'American Numismatic Society (ANS) ou « Société américaine de numismatique » est une organisation new-yorkaise vouée à l'étude des monnaies et médailles. Elle a été fondée en 1858, puis admise au sein de l´American Numismatic and Archaeological Society en 1865.

## Activités
L'ANS publie un journal annuel, l’American Journal of Numismatics (« Journal américain de numismatique »), un journal bisannuel, le Numismatic Literature (littéralement « “Littérature numismatique” »), le magazine American Numismatic Magazine, ainsi que des livres consacrés aux pièces et aux médailles.
La société possède également un musée dont la collection comprend plus de 800 000 pièces et objets en relation. Il s'agit de la plus grande collection numismatique d'Amérique du Nord. Son siège est situé au 75 de Fulton Street à Manhattan. Les 3 500 m2 de son siège abritent l'une des plus grandes bibliothèques numismatiques du monde; elle est ouverte aux chercheurs internationaux, aux étudiants et au public s'intéressant à l'étude des monnaies. L'ANS fait en outre partie de l'American Council of Learned Societies, c'est-à-dire du conseil américain des sociétés savantes.

## Membres célèbres
- Ernest Babelon
- Thomas Dunn English
- Roger Green
- Philip Grierson
- Archer Milton Huntington
- Eric P. Newman
- Jules Édouard Roiné
- William Sheldon

## Publications
- American Numismatic Society magazine. ; Publication en série : Périodique : Trois fois par année ; New York, N.Y. : The Society. (OCLC 49932131)
- Zecca the mint of Venice in the Middle Ages ; Alan M Stahl;  American Numismatic Society.;  NetLibrary, Inc. Baltimore, Md. : Johns Hopkins University Press in Association with the American Numismatic Society, New York, 2000. (OCLC 51481229)
- Coinage of the Americas. ; Theodore V Buttrey;  American Numismatic Society; New York, American Numismatic Society, 1973. (OCLC 805040)
- The American Numismatic Society, 1858-1958, ; Howard L Adelson;  American Numismatic Society. New York, 1958. (OCLC 2575442)
- Roman medallions ; J M C Toynbee;  American Numismatic Society. New York, American Numismatic Society, 1944. (OCLC 2671468)